# Europese weg 579
De Europese weg 579 of E579 is een Europese weg in Hongarije, die de steden Görbeháza en Beregdaróc met elkaar verbindt.